# دراسات الولادة الأترابية البريطانية
دراسات الولادة الأترابية في بريطانيا تتضمن أربع دراسات طبية واجتماعية طويلة الأمد، تم إجراؤها على مدى حياة مجموعة من المشاركين منذ الولادة.طبقت اثنتان من هذه الدراسات لأكثر من من 50 عامًا.

## دراسة الأتراب الرئيسية
- المسح الوطني للصحة و التنمية (NSHD)تأسست عام1946 [1]
- الدراسة الوطنية لنمو الأطفال (NCDS), تأسست عام 1958 [2]
- 1970دراسة الأتراب البريطانية (BCS70) [3]
- دراسة فوج الألفية (MCS), تأسست في عام 2000

## الأساليب والنتائج
اجريت الدراسات مسوحات متكررة لأعداد كبيرة من الأفراد (حوالي 17,000) منذ الولادة وعلى مر حياتهم. وقد تم جمع معلومات عن التعليم والتوظيف، الأسرة والأبوة، الصحة البدنية والعقلية، والاتجاهات الاجتماعية، وكذلك تطبيق الاختبارات المعرفية على الأعمار المختلفة.
انها عبارة عن عن دراسات طولية التي تتبع نفس المجموعات من الأفراد على مدى حياتهم.عل سبيل المثال، فأنها تمكن البحث في استكشاف كيف ان تاريخ الصحة والثروة والتعليم والأسرة والعمالة تتشابك بالنسبة للأفراد، وتختلف فيما بينهم وتؤثر على النتائج والانجازات في وقت لاحق من الحياة. تم نشر ما يقرب 2,500 من القطع البحثية حول العالم باستخدام الدراسات الأربع وفقا لمصدر واحد  وأكثر من 6,000 ورقة بحثية وأربعين كتابا من مصدر آخر.[بحاجة لمصدر]
ان المقارنات بين الأجيال المختلفة في الأتراب الأربعة تمكن الأكاديميين من تدوين التغيير الاجتماعي والبدء في حل الأسباب الكامنة وراءه. وقد ساهمت نتائج الدراسات في المناقشات والاستفسارات في عدد من مجالات السياسة خلال نصف القرن الماضي بما في ذلك: التعليم وتكافؤ الفرص؛ الفقر والاستعباد الاجتماعي؛ الفروق بين الجنسين في الأجور والعمالة؛ الاختلافات الطبقية الاجتماعية في الصحة؛ التغير في هياكل الأسرية؛ والسلوك المعادي للمجتمع.
كانت الدراسات تعتبر مصادر للأدلة الرئيسية لعدد من استفسارات حكومة المملكة المتحدة، على سبيل المثال لجنة بلودن للتعليم الابتدائي (1967)، ولجنة وارنوك للأطفال ذوي الاحتياجات التعليمية الخاصة (1978)، ولجنة فينر حول اسرة الوالد الواحد (74-1966)، تحقيق اتشيسون المستقل في عدم المساوة في الصحة (1998) ولجنة موسر للمهارات الأساسية للكبار (99-1997). كانت دراسة الأمهات العاملات ونماء الأطفال المبكر مؤثرة في تقديم برهان لزيادة اجازة الأمومة .

[بحاجة لمصدر] في دراسة أخرى حول تأثير الأصول، مثل المخدرات والاستثمارات على فرص الحياة المستقبلية، لعبت دورا رئيسا في تطوير سياسة الرعاية القائمة على الأصول، وتتضمن التي تم مناقشتها الصندوق الاستمنائي للطفل .

## روابط خارجية
- مركز الدراسات الطولية نسخة محفوظة 28 أكتوبر 2018 على موقع واي باك مشين. ، بما في ذلك قاعدة بيانات قابلة للبحث لجميع منشورات من، NCDS , BCS70 و MCS
- دراسة التنمية الطفل الوطنية
- دراسة الاتراب البريطانية عام 1970
- دراسة الفوج الألفية
- الدراسة الوطنية للصحة والتنمية